# بازگنجشک ژاپنی
بازگنجشک ژاپنی (نام علمی: Accipiter gularis) نام یک گونه از سرده باز است. این گونه در جمهوری خلق چین، ژاپن، کره و سیبری زندگی می‌کند. زمستان‌ها نیز در اندونزی و فیلیپین تا جنوب شرق آسیا یافت می‌شود.